# جيمس ويب يونغ
جيمس ويب يونغ (بالإنجليزية: James Webb Young)‏ هو شخصية أعمال أمريكي، ولد في 1886، وتوفي في 1973.